# Skip O’Brien
Bernard Francis „Skip“ O’Brien (* 20. August 1950 in Jersey City, New Jersey; † 6. April 2011 in Hazlet, New Jersey) war ein US-amerikanischer Schauspieler, der überwiegend in Fernsehserien auftrat.

## Leben
Skip O’Brien wurde 1950 in Jersey City geboren. Nach seinem Abschluss am Brookdale College im Jahr 1980 zog er nach Kalifornien, um seinen Traum, Schauspieler zu werden, umzusetzen.
O’Brien mimte oft den Polizisten und Wachmänner in vielen Fernsehserien. In 24 Folgen der Fernsehserie CSI: Den Tätern auf der Spur spielte er den Detective Ray O’Riley. In der Filmkomödie Der Dummschwätzer aus dem Jahr 1997 stand er gemeinsam mit Jim Carrey vor der Kamera.
Skip O’Brien kehrte 2010 nach New Jersey zurück und starb am 6. April 2011 im Alter von 60 Jahren. Er hinterließ seine Frau, Susanne Bordeaux of Aberdeen, und seine zwei Kinder im Alter von 20 und 23 Jahren.

## Filmografie
- 1985: Die Ehre der Prizzis (Prizzi's Honor)
- 1986: Echo Park
- 1986: Ein Engel auf Erden, auch: Der Engel kehrt zurück (Highway to Heaven) (Fernsehserie, 1 Folge)
- 1987: Gnadenlose Jagd (Hunter) (Fernsehserie, 1 Folge)
- 1987: Max Headroom (Fernsehserie, 1 Folge)
- 1988: Jake und McCabe (Jake and the Fatman) (Fernsehserie, 1 Folge)
- 1989: Wunderbare Jahre (The Wonder Years) (Fernsehserie, 1 Folge)
- 1990: Atemloser Sommer (Side Out)
- 1990: Over My Dead Body (Fernsehserie, 1 Folge)
- 1991: The Torkelsons (Fernsehserie, 1 Folge)
- 1995: Double Rush (Fernsehserie, 1 Folge)
- 1995: Higher Learning – Die Rebellen (Higher Learning)
- 1996: Black Sheep, auch: Black Sheep – Schwarzes Schaf mit weißer Weste, auch: Black Sheep – Unkraut verdirbt nicht
- 1996: Die Brady Family 2 (A Very Brady Sequel)
- 1997: Burning Zone – Expedition Killervirus (The Burning Zone) (Fernsehserie, 1 Folge)
- 1997: Der Dummschwätzer (Liar Liar)
- 1997: Gun – Kaliber 45 (Gun) (Fernsehserie, 1 Folge)
- 1998: In den Fängen der Bestie (Perfect Prey) (Fernsehfilm)
- 1998: Nash Bridges (Fernsehserie, 1 Folge)
- 1999: A Perfect Pitch
- 1999: Die Muse (The Muse)
- 1999: Vengeance Unlimited, auch: Rache nach Plan (Fernsehserie, 1 Folge)
- 2000: Ally McBeal (Fernsehserie, 1 Folge)
- 2000: Malcolm mittendrin (Malcolm in the Middle) (Fernsehserie, 1 Folge)
- 2000: Providence (Fernsehserie, 1 Folge)
- 2000–2003: CSI: Den Tätern auf der Spur (CSI: Crime Scene Investigation) (Fernsehserie, 24 Folgen)
- 2001: Blow
- 2001: The District – Einsatz in Washington (The District) (Fernsehserie, 2 Folgen)
- 2002: Ein Witzbold namens Carey (The Drew Carey Show) (Fernsehserie, 1 Folge)
- 2002: Practice – Die Anwälte, auch: Einspruch! Kanzlei Donnell & Partner (Fernsehserie, 1 Folge)
- 2002: The Jersey (Fernsehserie, 1 Folge)
- 2003: Audrey’s Rain (Fernsehfilm)
- 2003: Lady Cops – Knallhart weiblich (The Division) (Fernsehserie, 1 Folge)
- 2003: Monk (Fernsehserie, 1 Folge)
- 2004: Emergency Room – Die Notaufnahme (ER) (Fernsehserie, 1 Folge)
- 2005: Cold Case – Kein Opfer ist je vergessen (Cold Case) (Fernsehserie, 1 Folge)
- 2005: Without a Trace – Spurlos verschwunden (Without a Trace) (Fernsehserie, 1 Folge)
- 2006: Rodney (Fernsehserie, 1 Folge)
- 2007: Protect and Serve (Fernsehfilm)
- 2007: The Hitcher
- 2008: The Madness of Jane (Fernsehfilm)